# 新疆獵龍屬
新疆獵龍屬（學名：Xinjiangovenator）是種虛骨龍類恐龍，生存於早白堊紀的凡蘭今階到阿爾比階。

## 發現與命名
正模標本（編號IVPP 4024–2）是一個關節連接的部份右腿，包含脛骨、跟骨、距骨，發現於中國新疆烏爾禾的連木沁組地層。在1973年，這些化石被董枝明認為是敏捷龍的一個新種。但敏捷龍的化石只有牙齒，所以在2005年，這些腿部化石被奧利佛·勞赫（Oliver Rauhut）與徐星建立為新屬。模式種是小新疆獵龍（X. parvus），屬名意為「新疆的獵人」，種名在拉丁文意為「小的」。

## 敘述
新疆獵龍的脛骨長31.2公分。徐星等人提出新疆獵龍有兩個自衍徵：脛骨末端的髁部向後延伸，向後程度比脛骨近端還後方、脛骨末端的前側有垂直溝。

## 分類
新疆獵龍最初被歸類於手盜龍類的分類未定屬，可能與小掠龍有接近親緣關係。近年親緣分支分類法研究，提出新疆獵龍是虛骨龍類的基礎型物種。